# 트라이아웃, 나는 투수다!
《트라이아웃, 나는 투수다!》는 2013년에 SBS Sports에서 방송된 투수 선발 서바이벌 프로그램이다. 300여 명이 신청했으며, 42명이 서류 심사를 통과해 예선에 진출했다.

## 주요 참가자
- 정성모 (광주 수창초, 우완오버) - 1차 예선 탈락
- 노민호 (경기고 졸, 우완오버)
- 장기원 (노노 야구단, 우완오버) - 1차 예선 탈락
- 이재근 (휘문고 졸, 우완오버)
- 서승오 (대전 레이디스, 우완오버)
- 정봉무 (탑 건설, 우완언더)
- 전주욱 (오사카06불스, 우완오버)
- 홍성용 (오사카06불스, 좌완오버) - 우승
- 김수인 (수원블루웨이브, 우완오버)
- 이상현 (아스카론, 우완오버)
- 정대원 (와콤블래스트, 우완오버)
- 곽동호 (경동고 졸, 우완사이드)
- 김종화 (전 삼성라이온즈, 우완언더)
- 서시원 (세종대, 우완오버)
- 강태훈 (인천고 졸, 우완오버)
- 전홍근 (대천고) - 1차 예선 탈락
- 서영국 (상원고) - 4위